# لون فيشر
لون فيشر (بالألمانية: Lone Fischer) مواليد 8 سبتمبر 1988 في إكرنفورده، ألمانيا، هي لاعبة كرة يد ألمانية تلعب كظهير أيسر. مثلت منتخب ألمانيا لكرة اليد للسيدات.

## سجل المنافسة
شاركت في البطولات التالية:
- بطولة العالم لكرة اليد للسيدات 2015
- بطولة أوروبا لكرة اليد للسيدات 2016

## روابط خارجية
- لون فيشر على موقع الاتحاد الأوروبي لكرة اليد (الإنجليزية)